# Cylindrothecium attenuatum
Cylindrothecium attenuatum là một loài rêu trong họ Entodontaceae. Loài này được Mitt. Paris mô tả khoa học đầu tiên năm 1894.